# Piotr ze Zboisk
Piotr ze Zboisk, Petrus de Boyska, Petrus de Tyrawa herbu Gozdawa – w latach 1434-1465 chorąży sanocki, od 1435 właściciel Zboisk, Wolicy, Bukowska, Bełchówki i Zahoczewia (następnie dobra te zostały skasowane za opieszałości wojenne), syn Matjasza, ożeniony z Małgorzatą.
Odziedziczył po ojcu żupy solne w Tyrawie. Córki: Zuzanna za Jana Felsztyńskiego, Ewa za Mikołaja Żabę. Procesy sądowe z  Janem Czeszykiem z Rytarowiec i Sanoka oraz Fryderykiem Jaćmirskim z Jaćmierza.